# Takács János (közgazdász)
Takács János (Szentadorján, 1931. június 2. – 2014. május 3. előtt) közgazdász, Nagykanizsa megyei jogú város díszpolgára.

## Élete
1964-től 1991-ig a Közgazdasági Társaság városi szervezetének elnöki posztját töltötte be. Részt vett a város közösségi feladatainak ellátásában és kiemelkedő munkát végzett a Piarista Diákszövetség és a Hortobágyi Kényszermunkára Elhurcoltak Egyesületének vezetésében. Alapítója az 1992-ben újjáalapított Piarista Diákszövetségnek, a 2000-es években is vezeti a szövetség kanizsai tagozatát és tagja az országos választmánynak. Családjával együtt 1953-ban a Tiszafüred-Kócspusztai kényszermunkatáborba hurcolták, ahol 40 hónapot töltött. A sorstársaival alapított egyesület alapító elnökének választották, melynek tiszteletbeli elnöke volt.
A Kanizsa Bútorgyárban 1967-től dolgozott főkönyvelő, kereskedelmi igazgató és tanácsadó munkakörben, ahol részt vett a cég rekonstrukciós fejlesztésében. A privatizáció során lett a kft alapító ügyvezetője, és mint kereskedelmi, pénzügyi és számviteli szakember, a töretlen gazdálkodási és piacépítési munka eredményeinek alkotó irányítója.
A Kanizsa Trend Kft.-től 1999-ben ment nyugdíjba mint alapító ügyvezető.

## Tisztségek
- Piarista Diákszövetség nagykanizsai tagozatának vezetője
- Piarista Diákszövetség országos választmányának tagja
- Hortobágyi Kényszermunkára Elhurcoltak Egyesületének tiszteletbeli elnöke

## Elismerések
- Nagykanizsa Megyei Jogú Város díszpolgára (2007)